# Philippe Receveur
Philippe Receveur (* 21. Juni 1963) ist ein Schweizer Politiker (CVP).

## Leben
Receveur studierte Rechtswissenschaften und schloss mit dem Lizenziat ab. 2006 wurde er in die Kantonsregierung des Kantons Jura gewählt und trat sein Amt im Jahr 2007 an. Er stand dort dem Departement Environnement et Equipement bis 2015 vor.
Er ist verheiratet, hat drei Kinder und wohnt in Bassecourt.
| Personendaten    | Personendaten             |
| ---------------- | ------------------------- |
| NAME             | Receveur, Philippe        |
| KURZBESCHREIBUNG | Schweizer Politiker (CVP) |
| GEBURTSDATUM     | 21. Juni 1963             |